# Olga Kurylenko
Ólha Konstantýnivna Kurylénko (ukrainsk: О́льга Костянти́нівна Куриле́нко; født 14. november 1979 i Berdjansk, Ukrainske SSR, Sovjetunionen), bedre kendt som Olga Kurylenko, er ukrainsk model og skuespiller. Hun er mest kendt for sin rolle som Camille Montes i James Bond-filmen Quantum of Solace (2008). Hun medvirkede også med den tidligere James Bond-skuespiller Pierce Brosnan i filmen The November Man. Hun medvirker også i filmene Hitman, Max Payne, Centurion, Oblivion og sammen med Rowan Atkinson i spionkomediefilmen Johnny English slår til igen (2018).

## Tidlige liv og karriere
Hun blev født i Berdjansk i Ukraine, men fik fransk statsborgerskab i 2001.
Da hun var i Moskva som 13-årig, blev hun opdaget af en kvindelig modeljæger. 17 år gammel skrev hun kontrakt med modelbureauet Madison i Paris. Da hun var 18, havde hun allerede været på forsiden af både Vogue og Elle.
Kurylenkos første optræden som skuespiller var i musikvideoen "Love's Divine" i 2003 med Seal.

## Privatliv
Hun har været gift to gange, men er begge gange blevet skilt. Første gang med franske modefotograf Cedric van Mol i 2000 som hun blev skilt fra 4 år senere og efter dette med amerikanske mobiltelefon-entreprenør Damian Gabrielle i 2006, men deres ægteskab endte i slutningen af 2007. Kurylenko og hendes partner Max Benitz har sammen en søn, Alexander Max Horatio, født den 3. oktober, 2015.
Hun har boet i Paris helt siden hun kom fra Ukraine i 1996, men flyttede i 2009 til London.

## Filmografi
- L'Annulaire (2005)
- Paris, je t'aime (2006)
- Le Porte-bonheur (2006) (TV)
- The Serpent (2006)
- Suspectes (2007) (miniserie)
- Hitman (2007)
- Max Payne (2008)
- Tyranny (2008)
- Quantum of Solace (2008) – første James Bond-pige fra det tidligere Sovjetunionen
- Kirot (2009)
- Centurion (2010)
- Oblivion (2013)
- The Water Diviner (2014)